# Башкирские мемуары
Башкирские мемуары — записки современников из Башкортостана или о Башкортостане, повествующие о событиях, в которых автор мемуаров принимал участие или которые известны ему от очевидцев, материалы о людях, с которыми автор мемуаров был знаком. Важной особенностью мемуаров является в достоверность описываемых событий прошлого республики, документальный характер текста, автор описывает прошлое со своей точки зрения.

## История
Ранними образцами мемуаров в башкирской литературе являются саяхатнаме, включающие в себя путевые записки путешественников по территории республики, воспоминания о жизни и др. Саяхатнаме включали в себя разновидности: саяхат, хаджнаме, путевые записки, очерки. Их авторами были Р. Фахретдинов («Асар» т.1, ч.2. Оренбург, 1901), А. Каргалы, Г. Сокрой, М. Уметбаев, Кирей Мэргэн «Песенная тетрадь» («Йыр дэфтэре», 1959—1964), Г. Ибрагимов «В стране друзей» («Дустар ерендэ», 1958) и др.
Элементы мемуаров включало в себя Башкирское шежере, включающее в себя имена предводителей родов по мужской линии, сведения об исторических событиях, основных фактах жизни башкирских родов и племен.
В своих мемуарах М. И. Уметбаев описывал свои впечатления и мысли о путешествии в города Москву, Санкт-Петербург, в Крым; Р. Ф. Фахретдинов — об Акмулле; Г. М. Кииков — о татарском просветителе К. Насыри (1913).
Мемуары писали С. Кудаш «Хәтерҙә ҡалған минуттар» («Незабываемые минуты», 1962), «Йәшлек эҙҙәре буйлап» («По следам юности», 1968), С. Кулибай «Төрлө һуҡмаҡтар» («Разные тропы» 1963), М. Карим «Ғүмер миҙгелдәре» («Мгновения жизни», 2004).
В 2000 году в Уфе был издан сборник воспоминаний о деятелях литературы и искусства. «Һуғыш үтте, һағыш ҡалды» (Война прошла, осталась боль").
В башкирских мемуарах отражена история республики, события её культурной жизни, жизни науки, описано современное автору общество.
Писатель Сергей Тимофеевич Аксаков в мемуарно-автобиографической трилогии «Семейная хроника» описывает социальные отношения, жизнь и нравы жителей Уфы, дает правдивые картины быта местных помещиков-крепостников.
События истории Башкортостана 19 века описаны в воспоминаниях хорунжего Усмана Ишмухаметова; революционное движение 1917 года описано Э. С. Кадомцевым в книге «Воспоминания о молодости» (1937) и в книге Ш. А. Худайбердина «На ветрах революции: публицистика, воспоминания, художественные произведения» (1986); Башкирское национальное движение и становление Башкортостана — в двух книгах А. А. Валидова «Воспоминаниях» («Хәтирәләр», 1996); годы Великой Отечественной войны — в книгах М. Г. Гареева «Штурмовики идут на цель» («Штурмовиктәр һөжүмгә бара», 1972), К. К. Латыпова «Витязи крылатые: хроника штурмового авиаполка» (1995), Д. Б. Мурзина «Фронт в тылу врага» (2005); жизнь в БАССР, развитие республики в годы Советской власти — в книгах З. Ш. Акназарова «Время. Люди. Мысли» (1995), З. Н. Нуриева «От аула до Кремля: воспоминания и размышления» (2000), в воспоминаниях первого секретаря Салаватского горкома партии Якимова Владимира Николаевича; становление Академии наук Республики Башкортостан — в воспоминаниях бывшего председателя Президиума Уфимского научного центра РАН академика Р. И. Нигматулина «Мои тринадцать башкирских лет»; развитие жанра — в статье писателя Ризвана Хажиева «Мемуары в башкирской литературе» и др.